# Archidiecezja bombajska
Archidiecezja bombajska (łac. Archidioecesis Bombayensis, ang. Archdiocese of Bombay) – rzymskokatolicka archidiecezja ze stolicą w Bombaju w stanie Maharasztra, w Indiach. Arcybiskupi bombajscy są również metropolitami metropolii o tej samej nazwie.

## Sufraganie
Sufraganiami archidiecezji bombajskiej są diecezje:
- Kalyan (obrządek syromalabarski)
- Naszik
- Puna
- Vasai.

## Historia
W 1637, za pontyfikatu papieża Urbana VIII, erygowano wikariat apostolski Dekanu (inne nazwy wikariat apostolski Bidźapuru, wikariat apostolski Idalcan). Dotychczas wierni z tych terenów należeli do archidiecezji Goa (obecnie archidiecezja Goa i Damanu).
W 1669 zmieniono nazwę na wikariat apostolski Wielkich Mogołów. 17 maja 1784 z jednostki wydzielono misję sui iuris Hindustanu (obecnie archidiecezja Agra). W 1820 ponownie zmieniono nazwę na wikariat apostolski Bombaju. 8 marca 1854 z wikariatu apostolskiego Bombaju wydzielono wikariat apostolski Poona (obecnie diecezja Puna). 1 września 1886 papież Leon XIII wyniósł wikariat apostolski Bombaju do rangi archidiecezji metropolitalnej.
Z archidiecezji bombajskiej wydzieliły się:
- 20 maja 1948 – diecezja Karaczi (obecnie archidiecezja Karaczi w Pakistanie)
- 5 maja 1949 – diecezja Ahmedabad
- 29 września 1966 – diecezja Baroda
- 30 kwietnia 1988 – eparchia Kalyan (obrządek syromalabarski)
- 22 maja 1998 – diecezja Vasai.

Archidiecezję dwukrotnie odwiedzali papieże:
- w 1964 Paweł VI

- w 1986 Jan Paweł II

## Główne świątynie
- Archikatedra: Katedra Najświętszego Imienia Jezus w Mumbaju
- Bazylika mniejsza: Bazylika Matki Bożej z Gór w Bombaju

## Ordynariusze

### Wikariusz apostolski Dekanu
- Matthieu de Castro Malo CO (1637–1669)

### Wikariusze apostolscy Wielkich Mogołów
- Custodio do Pinho (1669–1696)
- Fernand Palma d’Artois OCD (1696–1701)
- Giovanni Maria de Leonardi OCD (1704–1707)
- Antonio Baistrocchi OCarm. (1708–1726)
- Pedro Alcántara de la Santísima Trinidad OCD (1728–1744)
- Joannes Antonius Stratman OCD (1748–1753)
- Joannes Dominicus Chiavassa OCD (1756–1772)
- Giorgio Antonio Vareschi OCD (1773–1785)
- Angelin Geiselmayer OCD (1785–1786)
- Victorius Schweizer OCD (1787–1793)
- Antonio Ramazzini OCD (1794–1820)

### Wikariusze apostolscy Bombaju
- Antonio Ramazzini OCD (1820–1840)
- Luigi Maria Fortini OCD (1840–1848)
- John Francis Whelan OCD (1848–1850)
- Anastasius Hartmann OFMCap. (1849–1858)
- Walter Herman Jacobus Steins SJ (1860–1867)
- Johann Gabriel Léon Louis Meurin SJ (1867–1886)

### Arcybiskupi
- George Porter SJ (1886–1889)
- Theodore Dalhoff SJ (1891–1906)
- Ermanno Jürgens SJ (1907–1916)
- Alban Goodier SJ (1919–1926)
- Gioacchino Lima SJ (1928–1936)
- Thomas d’Esterre Roberts SJ (1937–1950)
- kard. Valerian Gracias (1950–1978), kreowany kardynałem w 1953
- kard. Simon Pimenta (1978–1996), kreowany kardynałem w 1988
- kard. Ivan Dias (1996–2006), kreowany kardynałem w 2001; następnie mianowany prefektem Kongregacji ds. Ewangelizacji Narodów
- kard. Oswald Gracias (2006–2025), kreowany kardynałem w 2007
- John Rodrigues (od 25 I 2025)
  - arcybiskup koadiutor (2024–2025)